# كولن ماكميلان
كولن ماكميلان (بالإنجليزية: Colin McMillan)‏ مواليد 12 فبراير 1966 في لندن، هو ملاكم إنجليزي سابق صنّف ضمن فئة وزن الريشة. حقق بطولة منظمة الملاكمة العالمية.

## إحصائيات
خاض خلال مسيرته 35 نزالا، فاز في 31 وتعادل في 0 وخسر في 4. فاز بالضربة القاضية في 14 نزالا.

## روابط خارجية
- كولن ماكميلان على موقع بوكس ريك (الإنجليزية) (registration required)